# Elecciones generales de Honduras de 1874
Las elecciones generales de Honduras de 1874, se realizaron en la ciudad capital de Comayagua el 29 de abril de 1874, mediante una Convención o Asamblea Nacional.

## Antecedentes
José María Medina Presidente constitucional, el 5 de abril de 1872 deja en manos del licenciado Crescencio Gómez Valladares la administración y marcha a enfrentarse a las invasiones desde Guatemala y El Salvador. Medina es hecho prisionero y llevado a Fortaleza de San Fernando en Omoa. En el mismo año Céleo Arias se proclama presidente en la localidad de Candelaria el 12 de mayo de 1872, gracias a la ayuda militar de los liberales guatemaltecos y salvadoreños y se conduce a la capital de Honduras a ejercer el ejecutivo. Arias deroga la Constitución de 1865 y emitió la Constitución de 1873. El 6 de enero de 1874 el general Ponciano Leiva pone sitio a la ciudad de Comayagua y después de siete días de resistencia, el 13 del mismo mes se obliga a Céleo Arias a capitular.
En el mes de abril, Leiva ordena se celebren elecciones, las cuales son realizadas en una Asamblea Nacional, según la Constitución de 1865 la cual Leiva confirmó y declaró nula la Constitución de 1873. Leiva obtuvo el voto popular y se convirtió en presidente.

## Gobierno de Leiva
El 26 de diciembre de 1875 Medina promovió un cuartelazo…poniéndose en actitud de rebeldía contra el gobierno de don Ponciano Leiva. Leiva depositó el poder en el designado José María Zelaya Ayes el 13 de enero de 1876, cargo en el que se mantuvo hasta el 3 de febrero siguiente, devolviéndolo ese día al presidente titular. El 8 de junio de 1876 se suscribió un Convenio, por medio del cual, tanto Leiva como Medina acordaron que el Lic. Marcelino Mejía se hiciera cargo de la Presidencia, con la obligación de convocar a elecciones en el lapso de tres meses, después de lo cual, a los dos meses se reuniría el Congreso Legislativo para hacer el escrutinio de votos, declarara electo al Presidente y lo posesionara del cargo. Mejía se trasladó a Tegucigalpa, donde el 13 de junio emitió un Decreto, delegando el Ejecutivo en el Licenciado Crescencio Gómez Valladares, quien se instaló en Comayagua, ejerciendo el mando en estrecha relación con el General Medina. Este, acostumbrado a la intriga, estaba interesado en que la presidencia recayera en el Licenciado Manuel Colindres Gradiz, -amigo suyo- Por su parte Justo Rufino Barrios, enterado de las pretensiones de Medina, presionó a Soto para que se viniera cuanto antes a Honduras a hacerse cargo de la Presidencia misma hizo efectiva el 26 de agosto de 1876 en Amapala.